# Вельбівненська сільська рада
Вельбівненська сільська́ ра́да — колишній орган місцевого самоврядування в Острозькому районі Рівненської області. Адміністративний центр — село Вельбівно.

## Загальні відомості
- Вельбівненська сільська рада утворена в 1940 році.
- Територія ради: 31,14 км²
- Населення ради: 2 154 особи (станом на 2001 рік)
- Територією ради протікає річка Горинь.

## Історія
Рівненська обласна рада рішенням від 29 травня 2009 року у Острозькому районі перейменувала Вільбівненську сільраду на Вельбівненську.

## Населені пункти
Сільській раді були підпорядковані населені пункти:
- с. Вельбівно
- с. Бадівка

## Склад ради
Рада складалася з 18 депутатів та голови.
- Голова ради: Зелемський Вячеслав Володимирович

### Депутати
За результатами місцевих виборів 2010 року депутатами ради стали:

#### За суб'єктами висування
| Суб'єкт висування | Кількість обраних депутатів | %    |
| ----------------- | --------------------------- | ---- |
| Самовисування     | 16                          | 88,9 |
| Народна партія    | 2                           | 11,1 |

#### За округами
| № округу       | Прізвище, ім'я, по батькові  | Дата визнання обраним | Освіта             | Партійна приналежність | Відомості про обраного депутата                           |
| -------------- | ---------------------------- | --------------------- | ------------------ | ---------------------- | --------------------------------------------------------- |
| Народна Партія |                              |                       |                    |                        |                                                           |
| 4              | Ярмолюк Володимир Борисович  | 03.11.2010            | середня спеціальна | позапартійний          | тимчасово не працює                                       |
| 5              | Мирончук Віктор Сергійович   | 03.11.2010            | середня спеціальна | позапартійний          | тимчасово не працює                                       |
| Самовисування  |                              |                       |                    |                        |                                                           |
| 1              | Кащин Валерій Леонідович     | 03.11.2010            | середня            | позапартійний          | приватний підприємець Кащин В. Л. с. Вельбівно, власник   |
| 2              | Степанюк Галина Романівна    | 03.11.2010            | вища               | позапартійна           | Вельбівненська сільська рада, секретар                    |
| 3              | Муштук Катерина Степанівна   | 03.11.2010            | вища               | позапартійна           | тимчасово не працює                                       |
| 6              | Кошіль Василь Володимирович  | 03.11.2010            | вища               | позапартійний          | церква Покрови Богородиці УПЦ КП с. Вельбівно, настоятель |
| 7              | Яцюк Олександр Миколайович   | 03.11.2010            | середня            | позапартійний          | приватний підприємець                                     |
| 8              | Муштук Інна Віталіївна       | 03.11.2010            | вища               | позапартійна           | тимчасово не працює                                       |
| 9              | Ковальчук Ольга Євгенівна    | 03.11.2010            | вища               | позапартійна           | Вельбівненська загальноосвітня школа І-ІІІ ст., вчитель   |
| 10             | Ваколюк Олександр Євгенович  | 03.11.2010            | вища               | позапартійний          | пенсіонер                                                 |
| 11             | Войдило Світлана Феодосіївна | 03.11.2010            | вища               | позапартійна           | Вельбівненська загальноосвітня школа І-ІІІ ст., вчитель   |
| 12             | Башинська Анжела Василівна   | 03.11.2010            | вища               | позапартійна           | Вельбівненська загальноосвітня школа І-ІІІ ст., діловод   |
| 13             | Талашок Олександр Васильович | 03.11.2010            | вища               | позапартійний          | ДПЧ −7 м. Нетішин, інспектор                              |
| 14             | Гордійчук Степан Іванович    | 03.11.2010            | середня            | позапартійний          | пенсіонер                                                 |
| 15             | Гарбар Микола Олексійович    | 03.11.2010            | середня спеціальна | позапартійний          | приватний підприємець                                     |
| 16             | Новак Антоніна Леонідівна    | 03.11.2010            | вища               | позапартійна           | Бадівська загальноосвітня школа І ст., директор           |
| 17             | Фаріон Леся Петрівеа         | 03.11.2010            | середня            | позапартійна           | Острозький молокозавод, приймальник молока в с. Бадівка   |
| 18             | Гульчук Галина Леонтіївна    | 03.11.2010            | середня спеціальна | позапартійна           | приватний підприємець                                     |